# 格拉喬夫卡區 (奧倫堡州)
52°55′12″N 52°51′41″E / 52.92000°N 52.86139°E
格拉喬夫卡區（俄语：Грачёвский район），是俄羅斯的一個區，位於該國西南部，由奧倫堡州負責管轄，面積1,700平方公里，2010年人口13,495，人口密度每平方公里7.94人。